# 일포브주

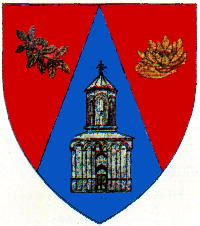
주 문장

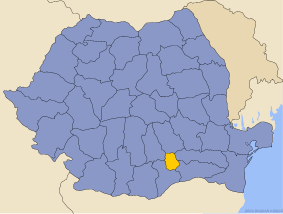
일포브 주의 위치

일포브주(루마니아어: Judeţul Ilfov)는 루마니아의 수도 부쿠레슈티를 에워싸고 있는 주로, 주도는 부쿠레슈티이며 면적은 1,583km2, 인구는 300,123명(2002년 기준), 인구 밀도는 188명/km2, ISO 3166-2 코드는 RO-IF이다. 역사적인 지역인 문테니아 지방에 위치하고 있고 동쪽으로는 이알로미차 주와 컬러라시 주, 서쪽으로는 듬보비차 주, 북쪽으로는 프라호바 주, 남쪽과 동쪽으로는 지우르지우 주와 접한다. 8개 마을과 32개 지방 자치체를 관할한다.
주 전체 인구 가운데 96.05%는 루마니아인이며 3.66%는 로마인이다.